# 高岡市立五位小学校
高岡市立五位小学校（たかおかしりつ ごいしょうがっこう）は富山県高岡市にある公立小学校。

## 沿革

### 略歴
高岡市立学校規模適正化の基本計画では、高岡市立五位中学校校区内の小学校3校(高岡市立東五位小学校、千鳥丘小学校、石堤小学校)を統合することに取り組んでおり、その一環として、まず、高岡市立東五位小学校、石堤小学校が統合され、高岡市立五位小学校が開校した。その後、高岡市立五位小学校、千鳥丘小学校が統合され、現在の高岡市立五位小学校となった。

### 年表
- 2020年4月 - 高岡市立東五位小学校と高岡市立石堤小学校との統合により開校[4]。当時の所在地は旧高岡市立東五位小学校の校舎を利用した高岡市内島3516番地[5]。
- 2024年春 - 現校舎竣工[1]。旧五位小学校と高岡市立千鳥丘小学校を統合した上で同年4月7日に開校式を挙行[3]。

## 校舎概要
敷地面積26,889.73m2、校舎は鉄筋コンクリート造り（一部鉄骨造り）3階建て、延床面積5,616.46m2、体育館は鉄骨鉄筋コンクリート造り平屋建て、延床面積957.07m。

## 通学区域
- 高岡市
  - 中保、西高町、樋詰、六家、福田六家、大源寺、荒屋敷、池田、内島、柴野内島、蜂ケ島、柴園町、大源寺新町、西園町、石堤、麻生谷、柴野、十日市、高池町、栄町、八軒町、鍛冶屋町、御蔵町、高札町、橋番町、御宝町、立野寺町、天目町、上渡、笹川第八、笹川第九、千鳥丘町、東高池町、平和町、舘町、立野、笹川、高田島、東石堤、宝来町、本保、小竹、三ケ、今市、上開発、駒方、駒方新、立野美鳥町一丁目、立野美鳥町二丁目、立野美鳥町三丁目、平成町[6]

## 進学先中学校
- 高岡市立五位中学校

## 校区内の主な施設
- 能越自動車道高岡インターチェンジ

## 交通
- あいの風とやま鉄道線西高岡駅より徒歩20分（または1.5kｍ）